# Carry Me Home
Carry Me Home è il sesto singolo della cantante australiana Zoë Badwi, estratto dall'album di debutto Zoë.Si tratta di una reinterpretazione della canzone della cantante tedesca Sarah Connor. La versione utilizzata come singolo è la “Grant Smillie Edit”.

## Video musicale
Il 2 giugno 2011 Zoë Badwi ha pubblicato sul suo canale YouTube un piccolo filmato dei “dietro le quinte”  Il video completo è stato pubblicato il 6 giugno 2011. È stato diretto da Tony Davidson e Swim Media.

## Tracce

### Singolo
1. Carry Me Home (Grant Smillie Edit) (2:37)

### iTunes Remixes EP
1. Carry Me Home (Grant Smillie Edit) (2:37)
2. Carry Me Home (Tommy Trash Remix) (6:33)
3. Carry Me Home (Richard Dinsdale Remix) (7:19)
4. Carry Me Home (Loud Manners Remix) (7:07)

### Grant Smillie Remixes EP
1. Carry Me Home (Richard Dinsdale Remix)
2. Carry Me Home (Tommy Trash Remix)
3. Carry Me Home (Third Party Remix)
4. Carry Me Home (Hard Rock Sofa Remix)
5. Carry Me Home (Loud Manners Remix)

## Date di pubblicazione
| Nazione       | Data          | Etichetta    |
| ------------- | ------------- | ------------ |
| Australia     | 3 giugno 2011 | Neon Records |
| Nuova Zelanda | 3 giugno 2011 | Warner Music |